# Ljubov Nyikolajevna Jegorova
Ljubov Nyikolajevna Jegorova, férjezett Trubeckaja hercegné (oroszul: Любо́вь Никола́евна Его́рова; Szentpétervár, 1880. augusztus 8. – Sainte-Geneviève-des-Bois, Essonne, 1972. július 18.) orosz balett-táncosnő, táncpedagógus, művészeti igazgató.
1898-ban végzett a szentpétervári Cári Balettiskolában és rögtön szerződtették a Cári Mariinszkij Balettnél. Mihail Fokin balettjeiben táncolt, 1914-ben a társulat prímabalerinája lett. 1917-ben elhagyta Oroszországot és csatlakozott Szergej Pavlovics Gyagilev társulatához, majd balettiskolát nyitott Párizsban. 1937–38-ban a Les Ballets de la Jeunesse művészeti igazgatójaként működött. Tanítványai közé tartozott többek között Maurice Béjart francia balett-táncos.